# スタン・ワウリンカ
- スタン・バブリンカ

スタニスラス・"スタン"・ワウリンカ（Stanislas "Stan" Wawrinka [ˈstaːnɪslas (stɛn) vaˈvrɪŋka, vaˈfrɪŋka]、1985年3月28日 - ）は、スイス・ローザンヌ出身の男子プロテニス選手。これまでにATPツアーではシングルス16勝、ダブルス3勝を挙げている。グランドスラムではシングルス3勝を挙げている。ATPランキング自己最高位はシングルス3位、ダブルス88位。身長183cm、体重81kg。右利き、バックハンド・ストロークは片手打ち。バブリンカと表記されることも多い。2014年5月に登録名を「スタニスラス」から愛称の「スタン」に変更している。
2014年全豪オープン男子シングルス・2015年全仏オープン男子シングルス・2016年全米オープン男子シングルス優勝。2014年モンテカルロ・マスターズ優勝。2008年北京五輪男子ダブルスで、ロジャー・フェデラーと組んで金メダルを獲得。デビスカップ2014でデビスカップスイス代表の優勝に貢献。

## 選手経歴

### 2002年 ジュニア時代
農家のチェコ系ドイツ人の父とフランス系スイス人の母の間に、4人兄妹の次男として生まれた。後に同じくプロテニス選手となる兄ジョナサンの手ほどきで8歳からテニスを始める。年間最終ランキングは660位。

### 2003年 プロ転向
ジュニア時代には2003年全仏オープン男子シングルスジュニア部門で優勝するなど、早くから期待の若手として知られていた。同年にプロ入り。年間最終ランキングは171位。

### 2004年 デビス杯参戦
2004年から男子テニス国別対抗戦デビスカップスイス代表選手になる。年間最終ランキングは168位。

### 2005年 トップ100入り
2005年から4大大会に出場し始めたワウリンカは、予選から勝ち上がった全仏オープンでマリアノ・プエルタとの3回戦まで勝ち進んだ。同年の全米オープンでは2回戦で、当時世界ランキング10位のプエルタにフルセットで勝利し、3回戦まで進出。年間最終ランキングは57位。

### 2006年 ツアー初優勝 トップ50入り
2006年7月にクロアチア・オープンでツアー初優勝を果たした後、しばらく足踏みが続いた。年間最終ランキングは30位。

### 2008年 北京五輪金メダル マスターズ準優勝 トップ10入り
2008年5月のBNLイタリア国際で、ワウリンカはノバク・ジョコビッチとの決勝戦まで進み、この大会で準優勝した。翌週の世界ランキングでワウリンカは初めてトップ10入りした。8月の北京五輪で、ワウリンカ/ロジャー・フェデラー組は男子ダブルスの第4シードに選ばれた。2人は準決勝でアメリカのブライアン兄弟を破ると、決勝戦でスウェーデンのシーモン・アスペリン/トーマス・ヨハンソン組を6-3, 6-4, 6-7, 6-3で破り、スイスのテニス選手としてバルセロナ五輪の男子シングルスを制したマルク・ロセ以来の金メダルをもたらした。年間最終ランキングは13位。

### 2010年 全米ベスト8 ツアー2勝目
2010年はハサン2世グランプリでビクトル・ハネスクを6–2, 6–3で破りツアー2勝目を挙げた。全米オープンでは、ワウリンカは3回戦で第4シードのアンディ・マリーに6-7, 7-6, 6-3, 6-3で、4回戦でサム・クエリーを7-6, 6-7, 7-5, 4-6, 6-4で破り4大大会初のベスト8に進出した。年間最終ランキングは21位。

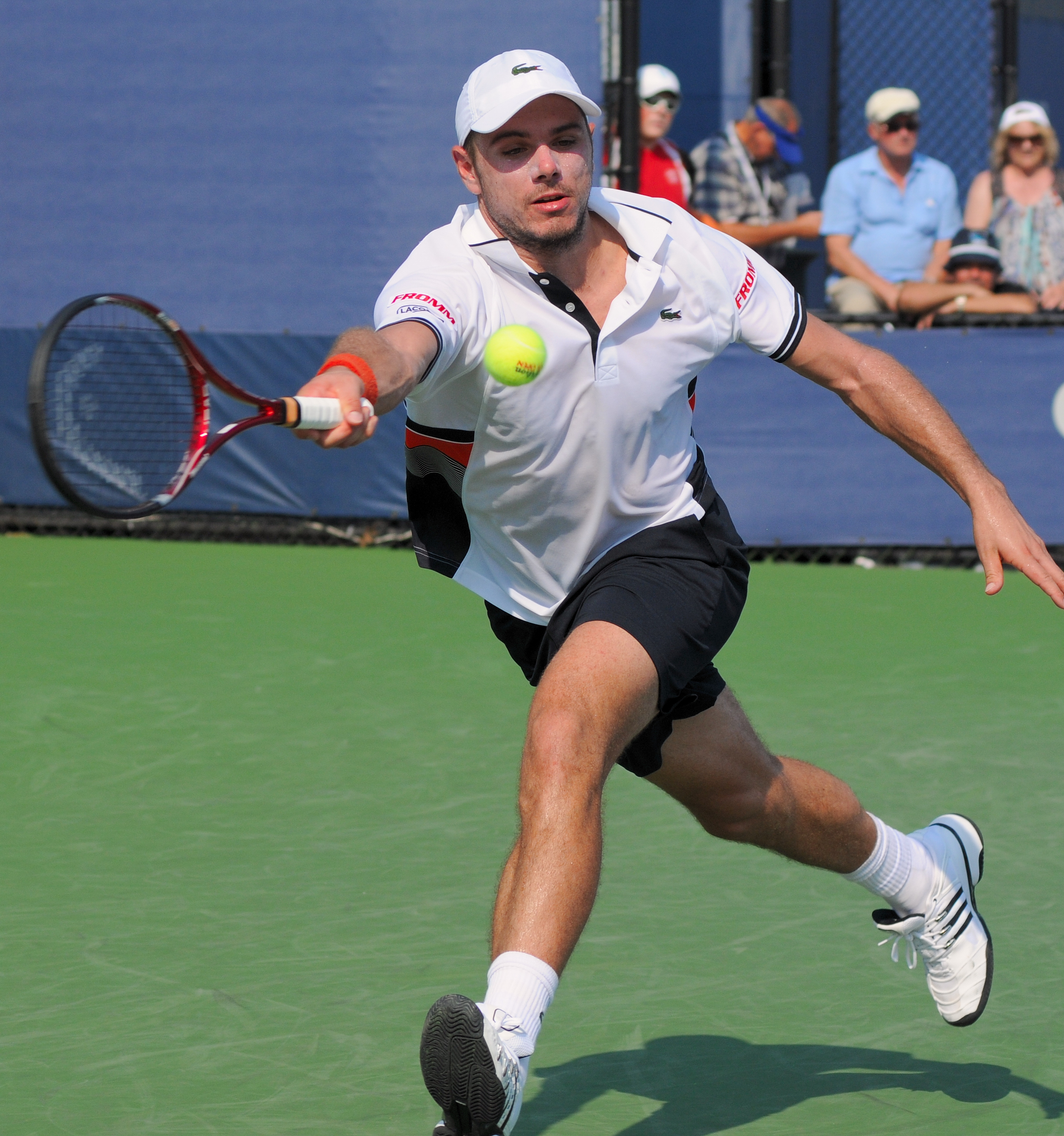
2010年全米オープンでのスタン・ワウリンカ

### 2011年 全豪ベスト8 ツアー3勝目
2011年エアセル・チェンナイ・オープンでグザビエ・マリスを7–5, 4–6, 6–1で勝利してツアー3勝目を挙げた。全豪オープンでは、4回戦でアンディ・ロディックを6-3, 6-4, 6-4で破り、昨年の全米オープンに続きベスト8に進出。準々決勝では同胞のフェデラーに1-6, 3-6, 3-6のストレートで敗れた。年間最終ランキングは17位。

### 2012年 ロンドン五輪出場
2012年ロンドンオリンピックの開会式ではスイス選手団の旗手を務めた。シングルスでは1回戦でマリーに3–6, 3–6で敗退した。前回優勝のフェデラーとのダブルスも2回戦でイスラエルのアンディ・ラム/ジョナサン・エルリック組に6-1, 6-7(5), 3-6で敗れた。年間最終ランキングは17位。

### 2013年 全仏ベスト8 全米ベスト4 ATPファイナルズベスト4

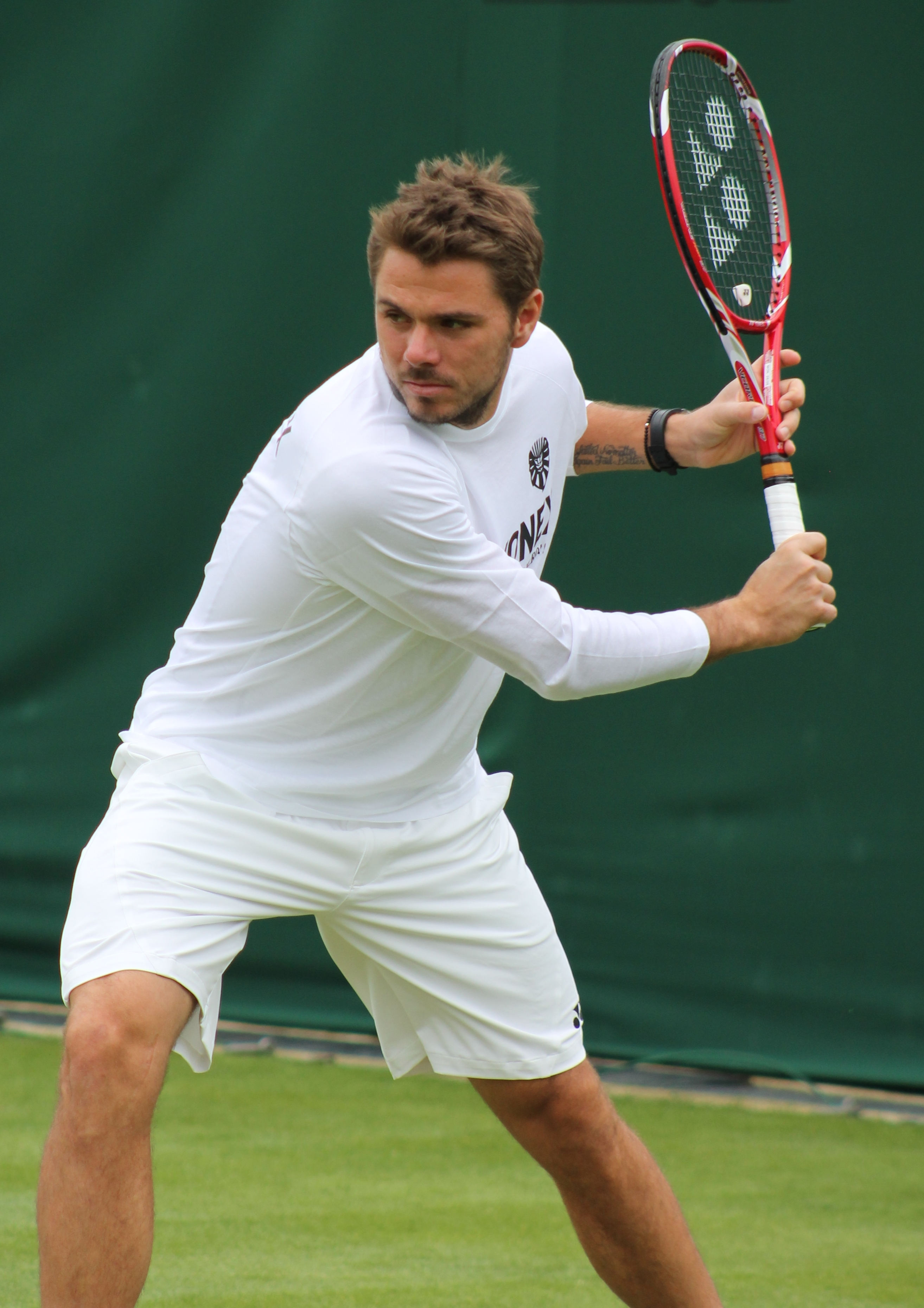
2013年ウィンブルドン選手権でのスタン・ワウリンカ

全豪オープンでは4回戦で世界ランク1位のジョコビッチと対戦した。5時間を超える熱戦となったが6-1, 5-7, 4-6, 7-6(5), 10-12で競り負けた。5月のポルトガル・オープンでは決勝でダビド・フェレールを6–1, 6–4で破り2年ぶりのツアー4勝目を挙げた。マドリード・オープンでは準々決勝で第7シードのジョー＝ウィルフリード・ツォンガに6-2, 6-7(9), 6-4で、準決勝で第6シードのトマーシュ・ベルディハに6-3, 4-6, 6-4で勝利し、5年ぶりのマスターズ決勝進出。決勝でラファエル・ナダルに2-6, 4-6で敗れ準優勝。全仏オープンでは4回戦でリシャール・ガスケを6-7(5), 4-6, 6-4, 7-5, 8-6で勝利し全仏では初めてベスト8に進出した。準々決勝ではナダルに2-6, 3-6, 1-6で完敗した。
全米オープンでは準々決勝で前年優勝のマリーを6-4, 6-3, 6-2で破り初めて4大大会でベスト4に進出した。準決勝ではジョコビッチに6–2, 6–7, 6–3, 3–6, 4–6のフルセットで敗れた。最終戦のATPワールドツアー・ファイナルズにも初出場を果たしフェレール、ベルディハを破りベスト4に進出した。年間最終ランキングは8位。

### 2014年 全豪初優勝 マスターズ初優勝 デビス杯初優勝 世界3位
昨年からの好調を維持し、年初のチェンナイ・オープンで優勝し自身ツアー5勝目を飾る。
全豪オープンでは、第8シードで勝ち上がり、準々決勝で第2シードのジョコビッチと再び対戦。2-6, 6-4, 6-2, 3-6, 9-7の4時間の激闘を制して準決勝に進出。準決勝で第7シードのベルディハを6-3, 6-7, 7-6, 7-6で破り、4大大会初の決勝進出を果たす。決勝では、第1シードのナダルと対戦。序盤から攻撃的なテニスを展開し、6-3, 6-2, 3-6, 6-3でナダルを破り、全豪オープン初優勝にして4大大会初優勝を果たした。スイス人男子ではロジャー・フェデラーに次いで2人目の優勝。
2005年以降、BIG4以外では2009年全米のフアン・マルティン・デル・ポトロ以来2人目のグランドスラム優勝者となった。さらにグランドスラム1大会でナダルとジョコビッチ両方に勝利した初の選手となる。また、4大大会において、第1シードと第2シードの2選手に勝利しての優勝は1993年全仏オープンのセルジ・ブルゲラ以来の快挙であった。大会後のランキングでは自己最高の3位となり、長年スイスNo.1プレーヤーであったフェデラーを抜き、スイスNo.1の座を手にした。
4月、モンテカルロ・マスターズではチリッチ、ニコラス・アルマグロ、ミロシュ・ラオニッチ、フェレールを破り決勝進出。決勝ではフェデラーを4-6, 7-6, 6-2で破り優勝し、初のマスターズタイトルを獲得した。全仏オープンでは無念の1回戦敗退に終わるが、ウィンブルドンではフェデラーとの準々決勝に進出。過去7度のウィンブルドン優勝を誇るフェデラーに第1セットを6-3で先取するも6-3, 6-7(5-7), 4-6, 4-6で敗れた。全米オープンでは第3シードとして順当に勝ち進むも準々決勝で錦織圭にフルセットの激戦の末、6-3, 5-7, 6-7(7-9), 7-6(7-5), 4-6で敗れた。11月には2年連続でATPワールドツアー・ファイナルズに出場し、ベルディハ、チリッチを破り2勝1敗の成績で準決勝に進出するもフェデラーに敗れた。
その1週間後、フランスとのデビスカップ決勝に出場。第1試合でツォンガを6-1, 3-6, 6-3, 6-2で破り、また、フェデラーと組んだダブルスではベネトー/ガスケ組を6-3, 7-5, 6-4のストレートで破った。この後フェデラーがガスケに勝利したためスイスはデビスカップ初優勝を果たした。年間最終ランキングは4位。

### 2015年 全仏初優勝
連覇を目指した全豪オープンでは3回戦でルカシュ・ロソルに勝利しキャリア通算400勝を達成。準々決勝では錦織圭を6-3, 6-4, 7-6(6)のストレートで破ったが、準決勝ではジョコビッチに6-7(1), 6-3, 4-6, 6-4, 0-6のフルセットで敗れた。
ABNアムロ世界テニス・トーナメントでは決勝でトマーシュ・ベルディハを破り優勝。初めてATPツアー500のタイトルを獲得した。昨年優勝したモンテカルロ・マスターズではグリゴール・ディミトロフに敗れ3回戦止まりとなった。BNLイタリア国際で準々決勝でナダルにクレーコート初勝利を挙げ、大会7年ぶりとなる準決勝進出を果たす。準決勝ではフェデラーに敗れた。

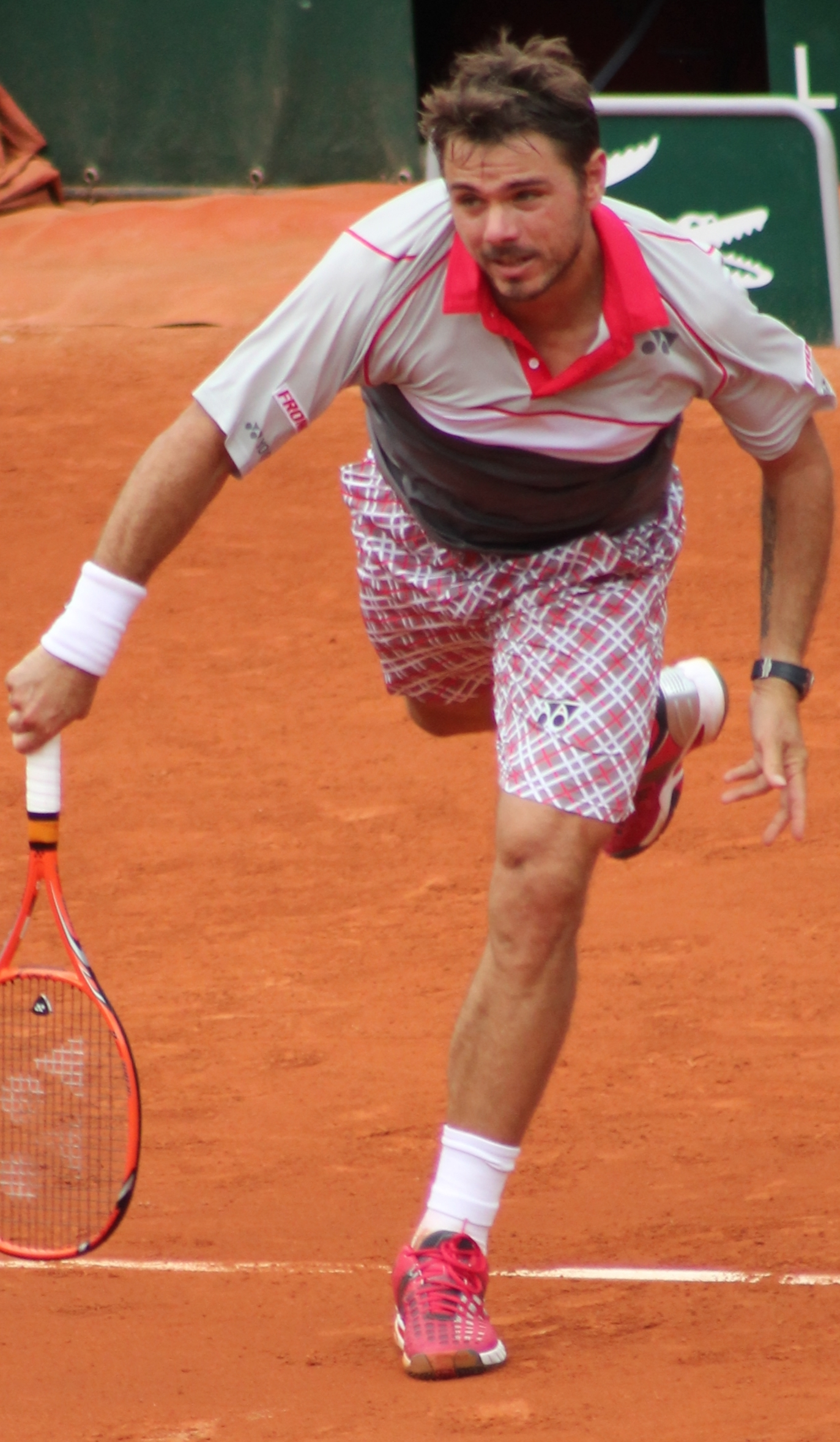
2015年全仏オープンでのスタン・ワウリンカ

全仏オープンは第8シードで出場。4回戦でジル・シモンにストレートで勝利し2年ぶり2度目の全仏ベスト8進出。準々決勝ではフェデラーに6-4, 6-3, 7-6で勝利し全仏初・グランドスラム2大会連続ベスト4に進出。準決勝ではツォンガに6-3, 6-7, 7-6, 6-4で3時間50分の激闘の末に勝利し自身グランドスラム2度目の決勝進出を果たした。
決勝では第1シード 世界ランキング1位のノバク・ジョコビッチを4-6, 6-4, 6-3, 6-4で下し、全仏オープン初優勝を果たした。初優勝を果たした2014年全豪オープン以来、自身2度目のグランドスラムのタイトル獲得となった。BIG4以外の選手がグランドスラムで2回以上優勝したのは2005年全豪のマラト・サフィン以来10年ぶり、全仏オープンでラファエル・ナダル以外の選手が優勝したのは2009年のフェデラー以来6年ぶり、全仏でBIG4以外の選手が優勝したのは2004年のガストン・ガウディオ以来11年ぶり。また、30歳を越してからの全仏オープンの初優勝は1990年に30歳103日で制覇したアンドレス・ゴメス以来、5人目の快挙にもなった。なお、大会後のランキングで今年1月19日以来の世界ランク4位に復位した。
6月のウィンブルドン選手権では第4シードで出場し、4回戦まで全てストレート勝ちしたが、準々決勝で第21シードのガスケに4-6, 6-4, 6-3, 4-6, 9-11で敗れた。8月のロジャーズ・カップでは初戦のニック・キリオス戦は第3セット途中で棄権したが、この試合で相手のキリオスがワウリンカに対しワウリンカの交際相手に関する問題発言を犯し罰金と28日間の出場停止の処分を受ける事件があった。
全米オープンでは準々決勝でマリーを破ったケビン・アンダーソンに勝利し2年ぶりの準決勝進出。準決勝でフェデラーに敗れた。楽天ジャパン・オープンでは決勝でブノワ・ペールに勝利し初優勝。上海マスターズでは準々決勝でナダルに敗れた。スイス・インドアではイボ・カロビッチに敗れ、4年連続初戦敗退。BNPパリバ・マスターズでは準々決勝でナダルに勝利し準決勝進出。準決勝でジョコビッチに敗れたが、それまで29セット連取していたジョコビッチからセットを奪った。ATPワールドツアー・ファイナルズでは初戦でナダルに敗れるもフェレールと世界ランク2位のマリーに勝利し、初出場から3年連続の準決勝進出。準決勝では2年連続でフェデラーに敗れた。年間最終ランキングは4位。

### 2016年 全米初優勝
年初のチェンナイ・オープンで3連覇達成。全豪オープンでは4回戦でミロシュ・ラオニッチに4-6, 3-6, 7-5, 6-4, 3-6で敗れ、グランドスラム7大会連続ベスト8を逃した。2月に2008年以来のエントリーとなったドバイ・テニス選手権で決勝に進出。マルコス・バグダティスを破り初優勝を飾った。
その後のマスターズでは5大会中モンテカルロ・マスターズしかベスト8入りを果たせなかった。全仏直前の地元スイスでのジュネーブ・オープンでは決勝に進出し、マリン・チリッチに6-4, 7-6(11)で勝利し、今季3勝目を挙げた。ディフェンディングチャンピオンとして臨んだ全仏オープンでは、初戦のルカシュ・ロソル戦で4-6, 6-1, 3-6, 6-3, 6-4で辛勝するが、その後は順当に準決勝まで進出。準決勝ではマリーに4-6, 2-6, 6-4, 2-6で敗れた。ウィンブルドン選手権では2回戦でフアン・マルティン・デル・ポトロに6-3, 3-6, 6-7(2), 3-6で敗れた。その後ロジャーズ・カップでベスト4入りするもリオデジャネイロオリンピックは故障のため欠場した。

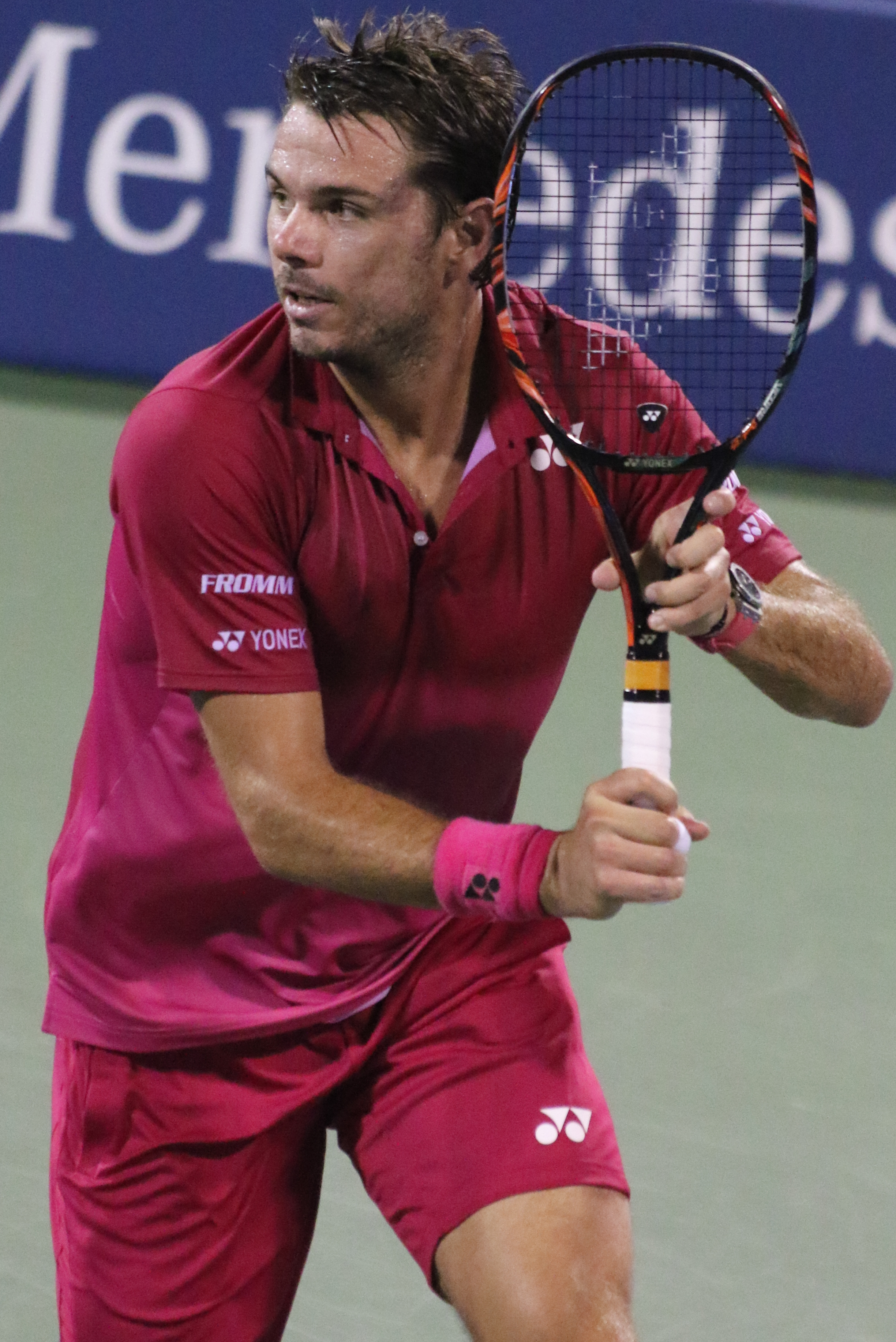
2016年全米オープンでのスタン・ワウリンカ

全米オープンでは、3回戦でダニエル・エバンスにマッチポイントを握られながら4-6, 6-3, 6-7(6), 7-6(8), 6-2で辛勝するも順当に準々決勝へ。準々決勝では2009年大会覇者のフアン・マルティン・デル・ポトロを7-6(5), 4-6, 6-3, 6-2で破り、対デルポトロの連敗を4で止めた。準決勝では準々決勝でマリーを破る金星をあげている錦織圭を4-6, 7-5, 6-4, 6-2の逆転で下し、3度目のグランドスラム決勝に進出した。決勝ではノバク・ジョコビッチに6-7(1), 6-4, 7-5, 6-3で逆転勝ち、全米オープン初優勝、グランドスラム3勝目を挙げた。3度のグランドスラム決勝進出でキャリア・グランドスラムに王手をかけたことになる。
サンクトペテルブルク・オープンでは決勝まで進出するも、決勝ではアレクサンダー・ズベレフに2-6, 6-3, 5-7で敗れ準優勝だった。4年連続出場となるATPワールドツアー・ファイナルズでは第2戦でマリン・チリッチに勝利するも、初戦で錦織圭に、第3戦でマリーに完敗し、ATPワールドツアー・ファイナルズでは自身初のラウンドロビン敗退となった。年間最終ランキングは4位。

### 2017年 全仏準優勝 手術による長期離脱
年初のブリスベン国際では第2シードとして出場し準決勝まで進出したものの、第3シードの錦織圭に6-7(3), 3-6で敗れた。全豪オープンでは準決勝でロジャー・フェデラーに5-7, 3-6, 6-1, 4-6, 6-3のフルセットで敗れた。ディフェンディングチャンピオンとして臨んだドバイ・テニス選手権ではダミル・ジュムールに6-7(4), 3-6のストレートで初戦敗退。BNPパリバ・オープンには第3シードとして出場し、準々決勝でドミニク・ティームに6-4, 4-6, 7-6(2)で勝利し、準決勝ではパブロ・カレーニョ・ブスタに6-3, 6-2で快勝し、大会初の決勝進出を果たすも、決勝ではフェデラーに4-6, 5-7のストレートで敗れた。マイアミ・オープンには第1シードとして出場したが、4回戦でアレクサンダー・ズベレフに6-4, 2-6, 1-6で逆転負けを喫した。
クレーシーズンに入ると、モンテカルロ・マスターズでは3回戦でパブロ・クエバスに4-6, 4-6で敗れ、ムチュア・マドリード・オープンでは初戦敗退。BNLイタリア国際ではジョン・イズナーに6-7(1), 4-6で敗れ、3回戦敗退を喫するなど、思うような結果を残せなかったが、ローラン・ギャロスの前哨戦であるジュネーブ・オープンでは、決勝でミーシャ・ズベレフに4-6, 6-3, 6-3で勝利、今シーズン初タイトルを手にした。全仏オープンには第3シードとして出場し、4回戦でガエル・モンフィスに7-5, 7-6(7), 6-2、準々決勝ではマリン・チリッチに6-3, 6-3, 6-1でそれぞれストレートで勝利し、準決勝では第1シードのアンディ・マリーに6-7(6), 6-3, 5-7, 7-6(3), 6-1と4時間半に及ぶ死闘の末に勝利、2年ぶり2度目の大会決勝進出を果たしたが決勝でナダルに2-6, 3-6, 1-6のストレートで完敗し、準優勝を飾った。
ウィンブルドンでは第5シードとして出場するも、1回戦でダニール・メドベージェフに4-6, 6-3, 4-6, 1-6で初戦敗退を喫した。以前から痛めていた左膝の手術に踏み切り、2017年の残りシーズン欠場を表明。年間最終ランキングは9位。

### 2018年 ツアー復帰 トップ50陥落
全豪オープンで第9シードとして復帰するも、2回戦で世界ランキング97位のテニーズ・サンドグレンに2-6, 1-6, 4-6のストレートで完敗を喫した。2月のソフィア・オープンではベスト4に入る活躍をするも、続くオープン13では2回戦で途中棄権し、ツアーを再離脱することになった。
5月のBNLイタリア国際で復帰するも、スティーブ・ジョンソン (テニス選手) に4-6, 4-6のストレートで初戦敗退。
全仏オープンでは第23シードとして出場するも、1回戦でギリェルモ・ガルシア＝ロペスに2-6, 6-3, 6-4, 6-7(5), 3-6で逆転負けとなり、ポイントをディフェンドできずランキングが30位から263位まで大幅下降した。
クイーンズ・クラブ選手権では2回戦でサム・クエリーに敗れた。イーストボーン国際ではアンディ・マリーに初戦敗退。
ウィンブルドン選手権ではノーシードからの出場となったが、1回戦で第6シードグリゴール・ディミトロフを1-6, 7-6(3), 7-6(5), 6-4で下す。しかし、2回戦ではトーマス・ファビアーノに6-7(7), 3-6, 6-7(6)のストレートで敗れた。
全米オープンでは再びディミトロフに勝利し、初戦を突破したものの3回戦でミロシュ・ラオニッチに敗れた。スイス・インドアにも出場予定だったが、練習で背中を痛め棄権し、シーズンも終了させた。年間最終ランキングは66位。

### 2019年 ツアー通算500勝
カタール・オープンでは復帰戦ながらベスト8入り。準々決勝ではロベルト・バウティスタ・アグートに4-6, 4-6のストレートで敗れた。全豪オープンでは2回戦で第16シードのミロシュ・ラオニッチと対戦し、7-6(4), 6-7(6), 6-7(11), 6-7(5)で敗れた。ABNアムロ世界テニス・トーナメントでは準決勝で錦織圭を6-2, 4-6, 6-4で破り、決勝に進出したが、決勝でガエル・モンフィスに3-6, 6-1, 2-6で敗れ、準優勝となった。BNPパリバ・オープンでは3回戦でロジャー・フェデラーに3-6, 4-6のストレートで敗れた。マイアミ・オープンではフィリップ・クライノビッチに初戦敗退。
モンテカルロ・マスターズでは1回戦でリュカ・プイユを7-5, 6-3のストレートで破るも、2回戦でマルコ・チェッキナートに6-0, 5-7, 3-6で敗れた。ムチュア・マドリード・オープンではベスト8入り。準々決勝でラファエル・ナダルに1-6, 2-6のストレートで敗れた。ローマ・マスターズではダビド・ゴファンに6-4, 0-6, 2-6のストレートで初戦敗退するも、ランキングを徐々に復調させ、シードも付き、全仏オープンでは第24シードとして出場。3回戦でグリゴール・ディミトロフを6-7(5), 6-7(4), 6-(8)のストレートで勝利、4回戦で好調かつ第6シードのステファノス・シチパスを7-6(6), 5-7, 6-4, 3-6, 8-6のフルセットで下してベスト8入りしたが、準々決勝で同胞の第3シードのフェデラーに6-7(4), 6-4, 6-7(5), 4-6で敗れたが、3回戦のディミトロフ戦での勝利でシングルスツアー通算500勝に到達した。

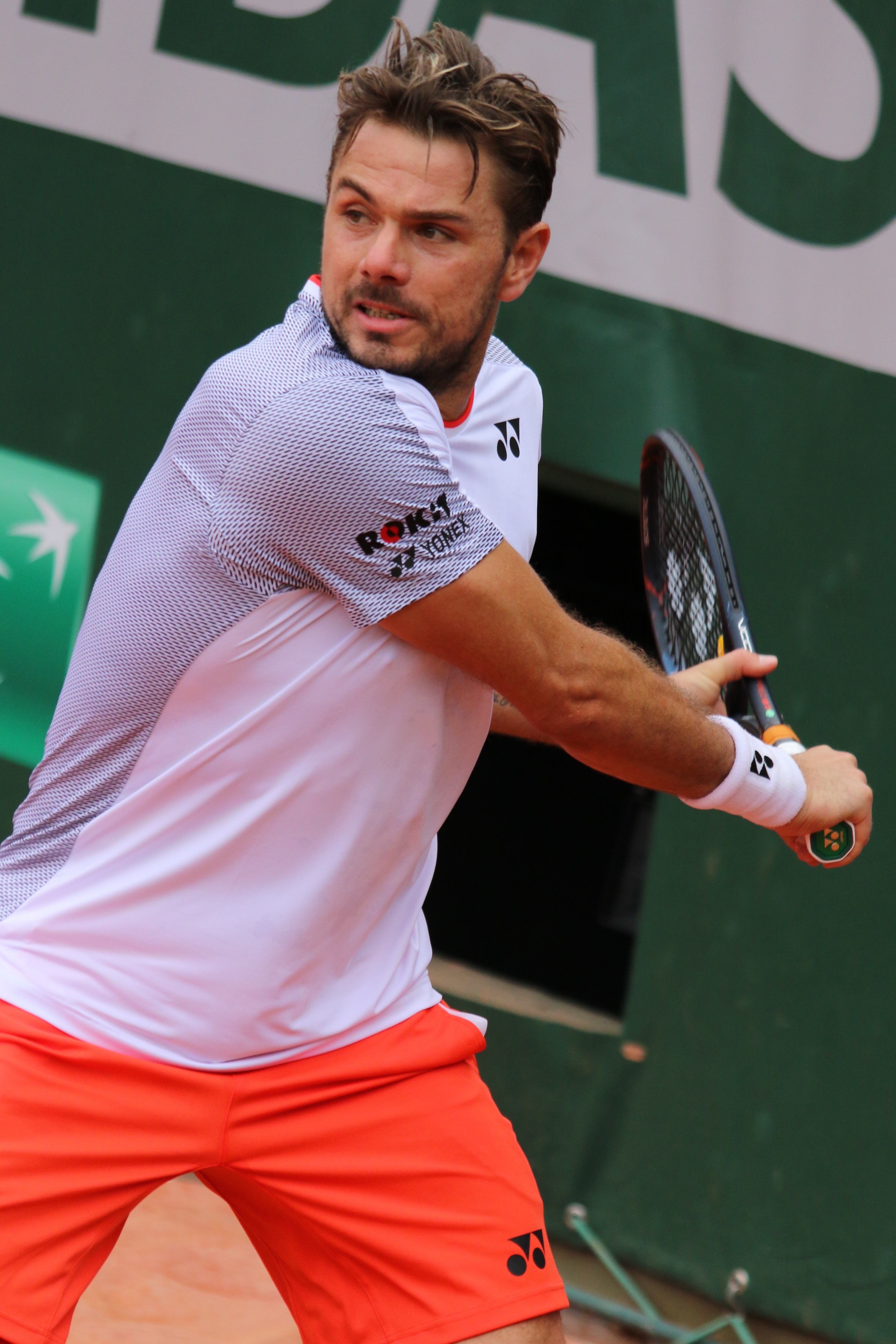
2019年全仏オープンでのスタン・ワウリンカ

ウィンブルドン選手権では第22シードとして出場するも、2回戦でライリー・オペルカに5-7, 6-3, 6-4, 4-6, 6-8のフルセットの末に敗退。第23シードとして迎えた全米オープンでは1回戦でヤニック・シナーを6-3, 6-7, 4-6, 6-3で下す。その勢いで4回戦では第1シードのノバク・ジョコビッチに6-4, 7-5, 2-1(途中棄権)により、ベスト8入り。準々決勝では第5シードのダニール・メドベージェフに6-7(6), 3-6, 6-3, 1-6で敗れた。ヨーロピアン・オープンでは決勝に進むも、決勝でアンディ・マリーに6-3, 4-6, 4-6の逆転で敗れて、準優勝となった。年間最終ランキングは16位。

### 2020年 全豪ベスト8
全豪オープンでは第15シードで出場し、4回戦で第4シードのダニール・メドベージェフを6-2, 2-6, 4-6, 7-6(2), 6-2のフルセットの末に下してベスト8入り。準々決勝では第7シードのアレクサンダー・ズベレフに6-1, 3-6, 4-6, 2-6で敗れた。8月のプラハ・チャレンジャーで10年ぶりにATPチャレンジャーツアーに参戦。決勝でアスラン・カラツェフに7-6(2), 6-4で勝利し、ツアー再開後最初のチャンピオンに輝いた。第16シードとして迎えた全仏オープンでは1回戦でアンディ・マレーに6-1, 6-3, 6-2のストレートで勝利し、2回戦のドミニク・コプファーにも6-3, 6-2, 3-6, 6-1で勝利するも、3回戦のユーゴ・ガストンに6-2, 3-6, 3-6, 6-4, 0-6のフルセットの末に敗退。パリ・マスターズでは3回戦で今季好調のアンドレイ・ルブレフを1-6, 6-4, 6-3で破り、ベスト8入り。クリスマスの時期に新型コロナウイルスに感染していたことを後に明かしている。年間最終ランキングは18位。

### 2021年 手術による再離脱
全豪オープンでは第17シードとして出場し、1回戦でペドロ・ソウザを6-3, 6-2, 6-4のストレートで破り、16年連続初戦突破したが、2回戦でマートン・フチョビッチに7-5, 6-1, 4-6, 2-6, 6-7(9)でフルセットの末に敗れた。ABNアムロ・オープンとカタール・エクソンモービル・オープンで2連敗して本領を発揮できない中、3月25日に左足の手術を受けたことを報告。数週間での復帰を予定していたが、3ヶ月後に再手術を受けることになり、復帰は未定に。グランドスラムや東京オリンピックにも出場することなくシーズンを終えた。年間最終ランキングは82位。

### 2022年 ツアー再復帰 トップ100陥落
3月のマルベーリャ・チャレンジャーで復帰し、エリアス・イマーに2-6, 4-6のストレートで初戦敗退だったが「幸せ」と話した。

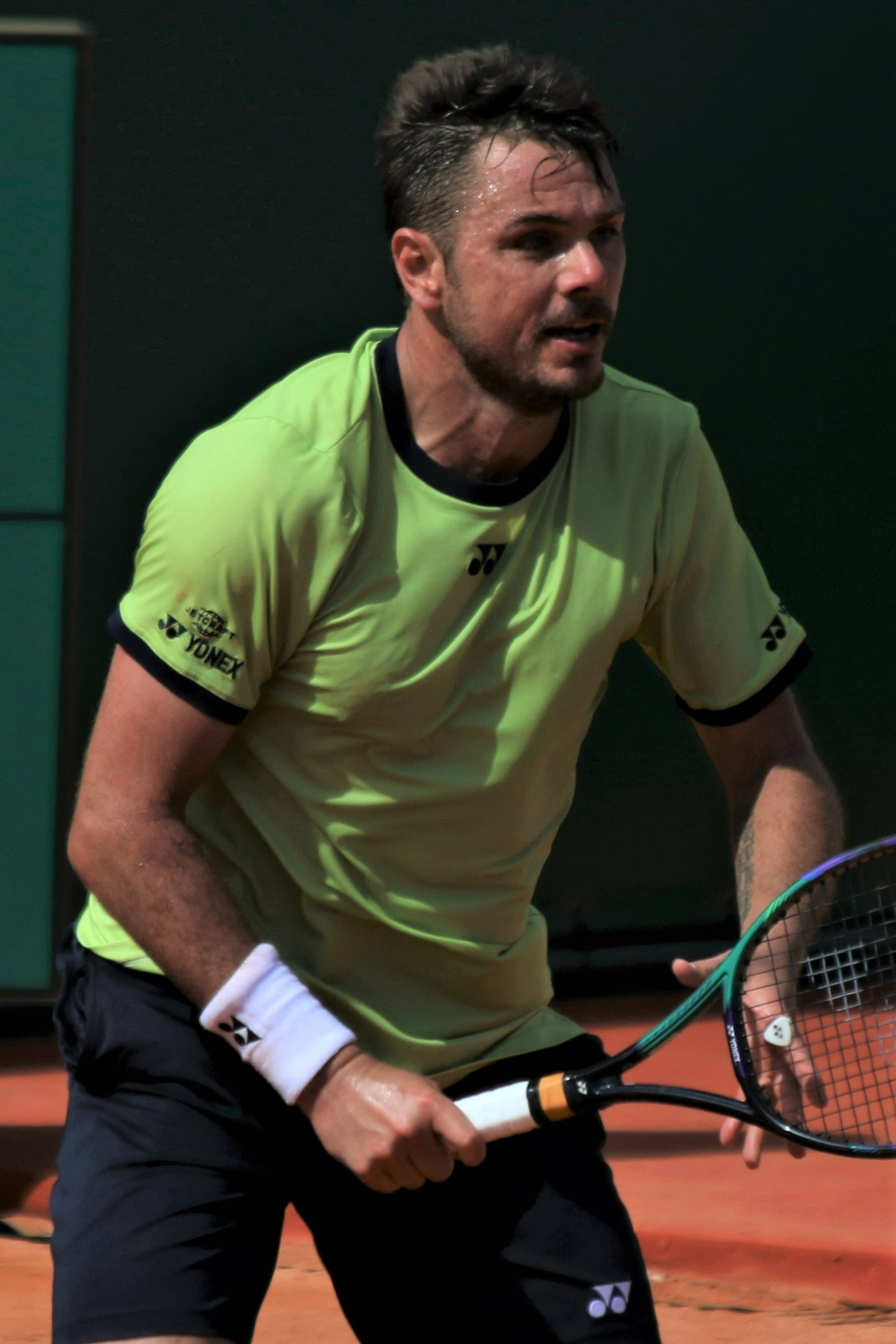
2022年モンテカルロ・マスターズでのスタン・ワウリンカ

モンテカルロ・マスターズでATPツアーに復帰し、1回戦ではアレクサンダー・ブブリクに6-3, 5-7, 2-6で初戦敗退。5月のBNLイタリア国際の1回戦ではライリー・オペルカに3-6, 5-7, 2-6の逆転勝利し、15ヶ月ぶりの白星をあげた。3回戦ではノバク・ジョコビッチと2年8ヶ月ぶりに対戦し、2-6, 2-6のストレートで敗れた。全仏オープンではコランタン・ムーテに6-2, 3-6, 6-7(2), 3-6の逆転で初戦敗退。
クイーンズ・クラブ選手権では1回戦でフランシス・ティアフォーとの接戦を制するも、2回戦ではトミー・ポールに1-6, 4-6のストレートで敗退。ウィンブルドン選手権では1回戦で第10シードのヤニック・シナーに5-7, 6-4, 3-6, 2-6で初戦敗退。
ナショナル・バンク・オープンではエーミル・ルースヴオリに3-6, 6-3, 3-6で初戦敗退。続くウエスタン・アンド・サザン・オープンではアンディ・マリーに6-7(3), 7-5, 5-7で初戦敗退となった。プロテクトランキングで出場した全米オープンではムーテ戦で4-6, 6-7(7)の第2セット終了時点で途中棄権をした。9月末のモゼール・オープンでは予選3試合を制して、本戦出場。本戦1回戦ではジョアン・ソウザを7-6(1), 6-2で破り、2回戦では第1シードのダニール・メドベージェフを6-4, 6-7(7), 6-3で破る奮闘を見せる。準々決勝でミカエル・イマーを6-4, 4-6, 7-6(5)で下してベスト4入り。しかし、準決勝のアレクサンダー・ブブリク戦で1-2時点で途中棄権となったが、スイス・インドアでは第2シードのキャスパー・ルード6-4, 6-4で破り、ベスト8入り。準々決勝ではパブロ・カレーニョ・ブスタに5-7, 6-7(5)で敗退。パリ・マスターズではホルガ・ルーネに6-4, 5-7, 6-7(3)で初戦敗退。年間最終ランキングは148位。

### 2023年 ツアー通算550勝
全豪オープンでは1回戦でアレックス・モルチャンに7-6(3), 3-6, 6-1, 6-7(2), 4-6,のフルセットの末に初戦敗退。ABNアムロ・オープンでは1回戦てまアレクサンダー・ブブリクを7-6(5), 6-4で、2回戦でリシャール・ガスケを6-3, 6-3で勝利し、ベスト8入り。準々決勝ではヤニック・シナーで1-6, 3-6のストレートで敗退。オープン13でも2回戦でガスケを4-6 7-5 6-2で下しベスト8入りするも、準々決勝ではアルトゥール・フィスに2-6, 3-6のストレートで敗れたが、2月27日に97位まで回復し、トップ100復帰をする。BNPパリバ・オープンでは第7シードのホルガ・ルーネを6-2, 6-7(5), 7-5で下して、マスターズ1000ベスト16入り。4回戦では第11シードのヤニック・シナーに1-6, 4-6のストレートで敗れたが、ツアー通算550勝を記録した。

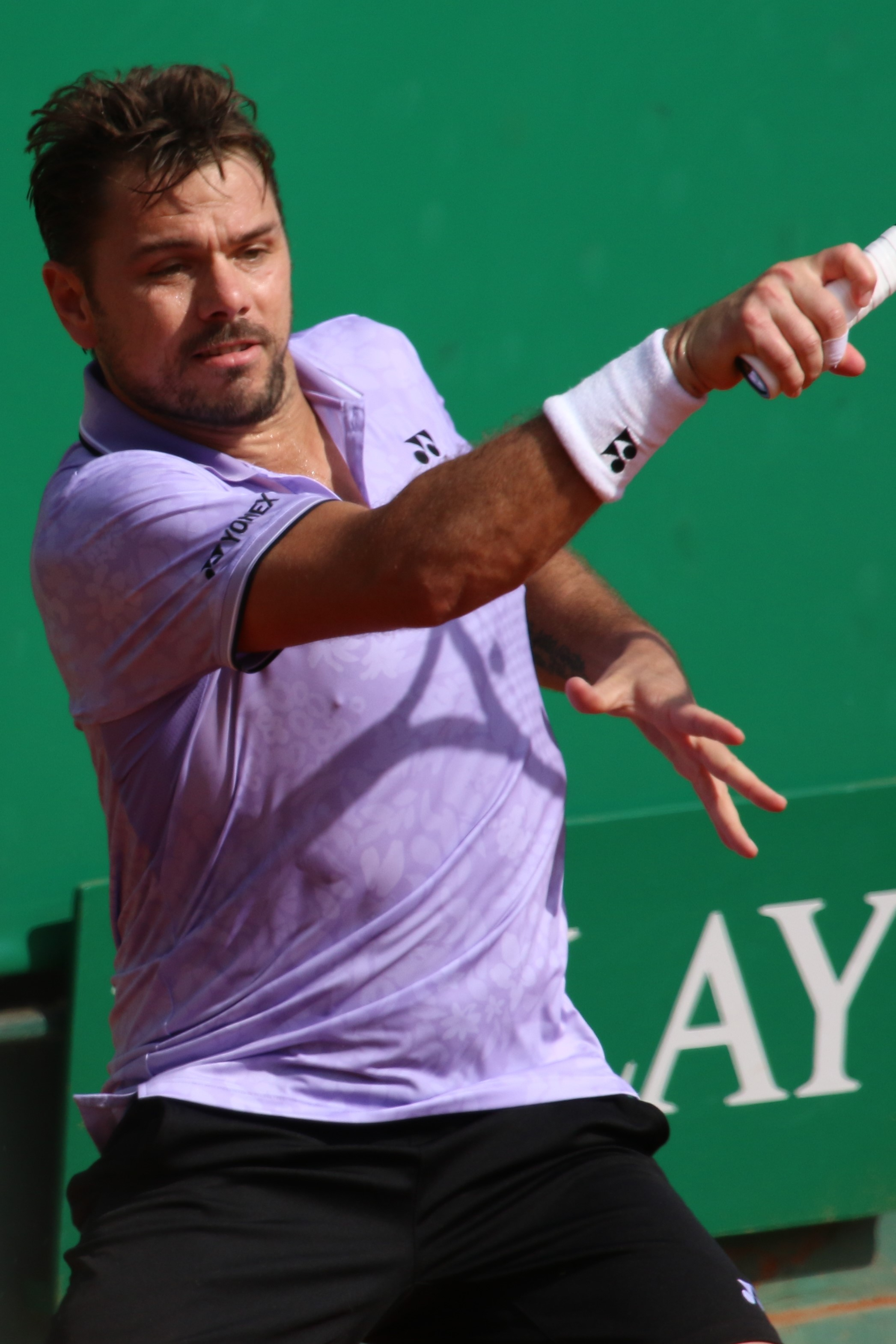
2023年モンテカルロ・マスターズでのスタン・ワウリンカ

全仏オープンではアルベルト・ラモス＝ビノラスに7-6(5), 6-4, 6-7(2), 1-6, 6-4の4時間35分にわたるフルセットで破り、四大大会では約2年3ヵ月ぶりの白星を挙げた。2回戦ではタナシ・コキナキスに6-3, 5-7, 3-6, 7-6(4), 3-6のフルセットの熱戦の末に敗れた。ウィンブルドン選手権では1回戦でエーミル・ルースヴオリを7-5, 7-5, 6-4のストレートで下して、2回戦では第29シードのトマス・マルティン・エチェベリーを6-3, 4-6, 6-4, 6-2で破り、3回戦進出。3回戦では第2シードのノバク・ジョコビッチに3-6, 1-6, 6-7(5)のストレートで敗退。

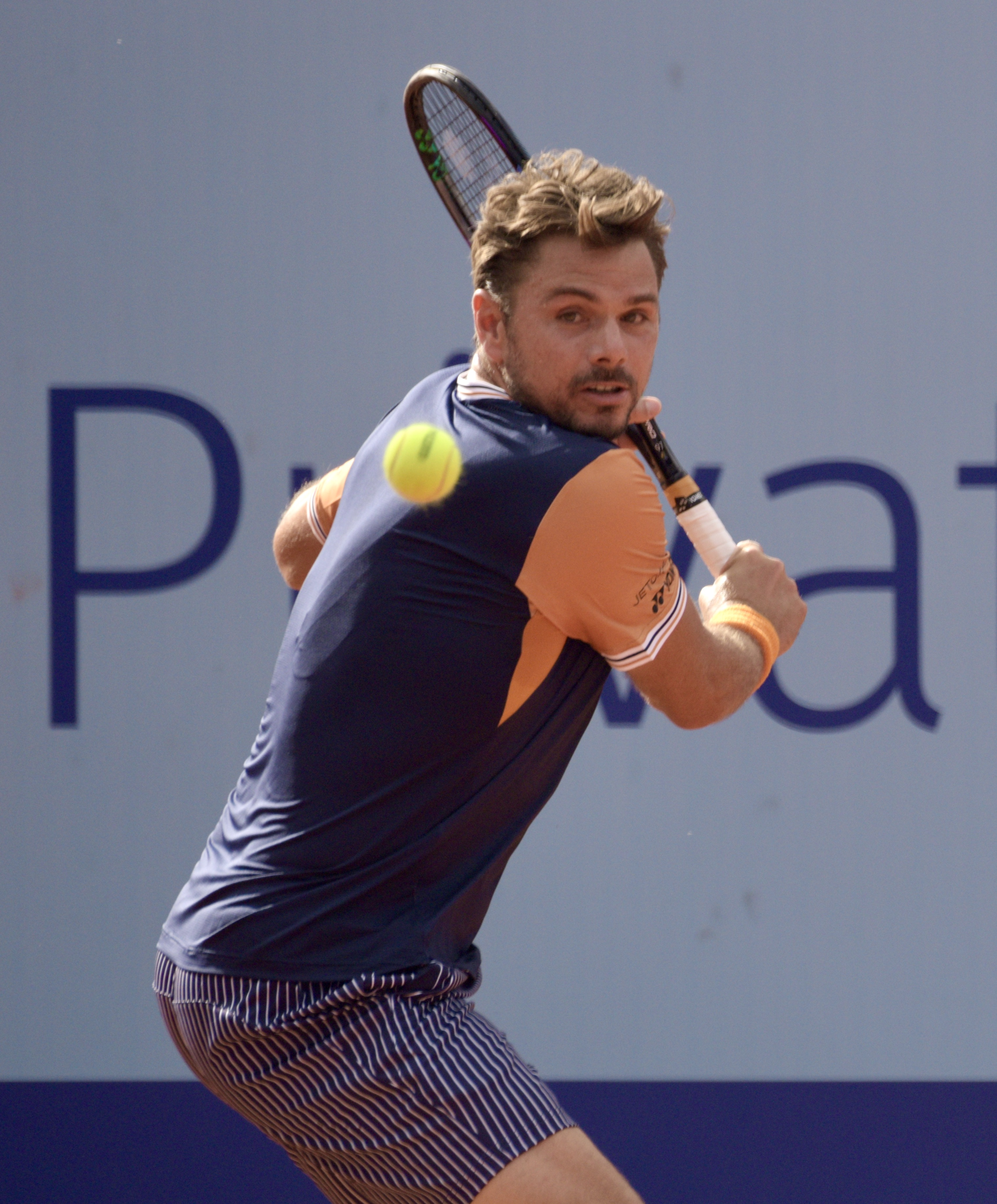
2023年スイス・オープンでのスタン・ワウリンカ

スイス・オープンではドミニク・シュトリッカーと組んだダブルスで10年ぶりに優勝し、ダブルス3勝目を挙げた。続くクロアチア・オープンでは準決勝でロレンツォ・ソネゴを6-3, 6-4のストレートで破り、ツアー大会では2019年10月のヨーロピアン・オープン以来となる約3年9カ月ぶりの決勝進出を果たすとともに同大会17年ぶりの優勝に王手をかけた。決勝でアレクセイ・ポピリンに7-6(5), 3-6, 4-6の逆転で敗れ、2時間36分の激闘の末に力尽き、準優勝となった。試合後の表彰式でワウリンカは涙ながらに「泣くなんて馬鹿みたいだってことはわかっているけど、僕はこのスポーツが好きなんだ。観客こ君らはそれを本当に特別なものにしてくれる。素晴らしい1週間だった。また戻ってこられるといいな。応援ありがとう。ここにいてくれてありがとう。来年また会えるといい」と述べてテニスへの愛を話した。全米オープンでは3回戦進出するも、3回戦で第6シードのシナーに3-6, 6-2, 4-6, 2-6で敗れた。年間最終ランキングは50位。

### 2024年 パリ五輪出場 トップ150陥落
全豪オープンでは1回戦で第20シードのアドリアン・マナリノに6-4, 3-6, 5-7, 6-3, 0-6のフルセットの末に初戦敗退。BNPパリバ・オープンではトマーシュ・マハーチに6-7(3), 6-4, 2-6で初戦敗退。モンテカルロ・マスターズでは1回戦でアレックス・デミノーに3-6, 0-6のストレートで初戦敗退。全仏オープンでは1回戦でアンディ・マレーと同大会2020年以来となる4年ぶりに対決することとなり、6-4, 6-4, 6-2のストレートで勝利する。2回戦ではパーヴェル・コトフに6-7(5), 4-6, 6-1, 6-7(5)で敗退。ウィンブルドン選手権では2回戦でガエル・モンフィスに6-7(5), 4-6, 6-7(3)のストレートで敗れた。全米オープンではマッティア・ベルッチに4-6, 6-7(5), 3-6のストレートで初戦敗退。ストックホルム・オープンでは準々決勝で第1シードのアンドレイ・ルブレフに7-6(5), 7-6(5)のストレートで勝利したことでジミー・コナーズとイボ・カルロビッチに継ぐ、39歳でATPツアー準決勝進出は歴代3位の年長記録となった。
準決勝ではトミー・ポール (テニス選手) に3-6, 2-6のストレートで敗退。1時間20分で力尽き、大会史上最年長での決勝進出とはならなかった。スイス・インドアでは1回戦でマナリノに6-3, 3-6, 7-5で勝利したことで同大会歴代最年長勝利者となった。年間最終ランキングは161位。
スタッド・ローラン・ギャロス会場で行われた2024年パリオリンピックのテニス競技ではロンドンオリンピック以来となる12年ぶりの五輪出場を果たした。シングルス1回戦ではパーヴェル・コトフに6-1, 6-1のストレートで勝利し、2008年以来となる五輪2度目の初戦突破となった。2回戦ではアレクセイ・ポピリンに4-6, 5-7のストレートで敗れ、3回戦進出を逃した。

## 選手としての特徴
歴代でも最高クラスの片手バックハンドショットを武器としており、特に土とハードコートのプレイが得意なアグレッシブベースライナーである。また最高232km/hのファーストサービスも武器。フォアハンドは新人の頃は弱点とされていたが、現在は大幅に改善されており、武器の一つである。
2018年現在、グランドスラムを3つ制しており、好調時は誰も手がつけられないほどのパワーを持つ。反対に不調時は初戦敗退も珍しくなく、好不調の波の激しい選手と言える。グランドスラムタイトルを3つ獲得しながら世界ランキングで2位以上になったことがないのは、ヤン・コデシュ以来史上2人目。
BIG4が支配するツアーでGSを複数回制覇したことからBIG5といわれることもあったが、本人はマスターズ1000優勝回数など理由にそれをおこがましいと感じている。
2013年4月にマグヌス・ノーマンをコーチに迎えて以降は四大大会で3度の優勝を飾り、トップ選手の仲間入りを果たした。2017年10月に関係は終了したが、この師弟関係は非常にキャリアの成功に貢献したと考えられている。

## 人物
2015年7月にスポーツメディアESPNで全裸ヌードを披露している。

## 記録
| 大会                     | 期間      | 記録                                 | 他選手   |
| ------------------------ | --------- | ------------------------------------ | -------- |
| マハラシュトラ・オープン | 2011–2016 | 優勝「4回」                          | 単独記録 |
| マハラシュトラ・オープン | 2010–2016 | 決勝進出「5回」                      | 単独記録 |
| マハラシュトラ・オープン | 2010–2016 | 準決勝進出「5回」                    | 単独記録 |
| マハラシュトラ・オープン | 2014–2016 | 3連覇                                | 単独記録 |
| グランドスラム           | 2014–2016 | 世界1位を決勝で撃破し連続優勝「3回」 | 単独記録 |
| グランドスラム           | 2014–2015 | 世界1位と2位を撃破し連続優勝「2回」  | 単独記録 |

## 主要大会決勝

### グランドスラム決勝

#### シングルス: 4 (3タイトル, 1準優勝)
| 結果   | 年     | 大会         | サーフェス | 対戦相手             | スコア                  |
| ------ | ------ | ------------ | ---------- | -------------------- | ----------------------- |
| 優勝   | 2014年 | 全豪オープン | ハード     | ラファエル・ナダル   | 6-3, 6-2, 3-6, 6-3      |
| 優勝   | 2015年 | 全仏オープン | クレー     | ノバク・ジョコビッチ | 4-6, 6-4, 6-3, 6-4      |
| 優勝   | 2016年 | 全米オープン | ハード     | ノバク・ジョコビッチ | 6-7(1-7), 6-4, 7-5, 6-3 |
| 準優勝 | 2017年 | 全仏オープン | クレー     | ラファエル・ナダル   | 2-6, 3-6, 1-6           |

### オリンピック決勝

#### ダブルス: 1 (1金メダル)
| 結果 | 年     | 大会     | サーフェス | パートナー           | 対戦相手                                  | スコア                  |
| ---- | ------ | -------- | ---------- | -------------------- | ----------------------------------------- | ----------------------- |
| 優勝 | 2008年 | 北京五輪 | ハード     | ロジャー・フェデラー | シーモン・アスペリン トーマス・ヨハンソン | 6-3, 6-4, 6-7(4-7), 6-3 |

### マスターズ1000決勝

#### シングルス: 4 (1タイトル, 3準優勝)
| 結果   | 年     | 大会                 | サーフェス | 対戦相手             | スコア             |
| ------ | ------ | -------------------- | ---------- | -------------------- | ------------------ |
| 準優勝 | 2008年 | ローマ               | クレー     | ノバク・ジョコビッチ | 6-4, 3-6, 3-6      |
| 準優勝 | 2013年 | マドリード           | クレー     | ラファエル・ナダル   | 2-6, 4-6           |
| 優勝   | 2014年 | モンテカルロ         | クレー     | ロジャー・フェデラー | 4-6, 7–6(7-5), 6-2 |
| 準優勝 | 2017年 | インディアンウェルズ | ハード     | ロジャー・フェデラー | 4-6, 5-7           |

#### ダブルス: 1 (1準優勝)
| 結果   | 年     | 大会                 | サーフェス | パートナー           | 対戦相手                                      | スコア                |
| ------ | ------ | -------------------- | ---------- | -------------------- | --------------------------------------------- | --------------------- |
| 準優勝 | 2011年 | インディアンウェルズ | ハード     | ロジャー・フェデラー | アレクサンドル・ドルゴポロフ グザビエ・マリス | 4-6, 7-6(7-5), [7-10] |

## ATPツアー決勝進出結果

### シングルス: 31回 (16勝15敗)
| 大会グレード                    |
| グランドスラム (3–1)            |
| ATPファイナルズ (0–0)           |
| ATPツアー・マスターズ1000 (1–3) |
| ATPツアー500 (3–3)              |
| ATPツアー250 (9–8)              |

| サーフェス別タイトル |
| ハード (10–7)        |
| クレー (6–7)         |
| 芝 (0–1)             |
| カーペット (0–0)     |

| サーフェス別タイトル |
| 屋外 (15–11)         |
| 室内 (1–4)           |

| 結果   | No. | 決勝日         | 大会                 | サーフェス    | 対戦相手                       | スコア                  |
| ------ | --- | -------------- | -------------------- | ------------- | ------------------------------ | ----------------------- |
| 準優勝 | 1.  | 2005年7月4日   | グシュタード         | クレー        | ガストン・ガウディオ           | 4-6, 4-6                |
| 優勝   | 1.  | 2006年7月24日  | ウマグ               | クレー        | ノバク・ジョコビッチ           | 6-6 途中棄権            |
| 準優勝 | 2.  | 2007年7月22日  | シュトゥットガルト   | クレー        | ラファエル・ナダル             | 4-6, 5-7                |
| 準優勝 | 3.  | 2007年10月14日 | ウィーン             | ハード (室内) | ノバク・ジョコビッチ           | 4-6, 0-6                |
| 準優勝 | 4.  | 2008年1月5日   | ドーハ               | ハード        | アンディ・マリー               | 4-6, 6-4, 2-6           |
| 準優勝 | 5.  | 2008年5月11日  | ローマ               | クレー        | ノバク・ジョコビッチ           | 6-4, 3-6, 3-6           |
| 準優勝 | 6.  | 2010年1月4日   | チェンナイ           | ハード        | マリン・チリッチ               | 6-7(2-7), 6-7(3-7)      |
| 優勝   | 2.  | 2010年4月11日  | カサブランカ         | クレー        | ビクトル・ハネスク             | 6-2, 6-3                |
| 優勝   | 3.  | 2011年1月9日   | チェンナイ           | ハード        | グザビエ・マリス               | 7-5, 4-6, 6-1           |
| 準優勝 | 7.  | 2013年2月24日  | ブエノスアイレス     | クレー        | ダビド・フェレール             | 4-6, 6-3, 1-6           |
| 優勝   | 4.  | 2013年5月5日   | オエイラス           | クレー        | ダビド・フェレール             | 6-1, 6-4                |
| 準優勝 | 8.  | 2013年5月12日  | マドリード           | クレー        | ラファエル・ナダル             | 2-6, 4-6                |
| 準優勝 | 9.  | 2013年6月22日  | スヘルトーヘンボス   | 芝            | ニコラ・マユ                   | 3-6, 4-6                |
| 優勝   | 5.  | 2014年1月5日   | チェンナイ           | ハード        | エドゥアール・ロジェ＝バセラン | 7-5, 6-2                |
| 優勝   | 6.  | 2014年1月26日  | 全豪オープン         | ハード        | ラファエル・ナダル             | 6-3, 6-2, 3-6, 6-3      |
| 優勝   | 7.  | 2014年4月20日  | モンテカルロ         | クレー        | ロジャー・フェデラー           | 4-6, 7-6(7-5), 6-2      |
| 優勝   | 8.  | 2015年1月11日  | チェンナイ           | ハード        | アリャジュ・ベデネ             | 6-3, 6-4                |
| 優勝   | 9.  | 2015年2月15日  | ロッテルダム         | ハード (室内) | トマーシュ・ベルディハ         | 4-6, 6-3, 6-4           |
| 優勝   | 10. | 2015年6月7日   | 全仏オープン         | クレー        | ノバク・ジョコビッチ           | 4-6, 6-4, 6-3, 6-4      |
| 優勝   | 11. | 2015年10月11日 | 東京                 | ハード        | ブノワ・ペール                 | 6-2, 6-4                |
| 優勝   | 12. | 2016年1月10日  | チェンナイ           | ハード        | ボルナ・チョリッチ             | 6-3, 7-5                |
| 優勝   | 13. | 2016年2月27日  | ドバイ               | ハード        | マルコス・バグダティス         | 6-4, 7-6(15-13)         |
| 優勝   | 14. | 2016年5月21日  | ジュネーブ           | クレー        | マリン・チリッチ               | 6-4, 7-6(13-11)         |
| 優勝   | 15. | 2016年9月11日  | 全米オープン         | ハード        | ノバク・ジョコビッチ           | 6-7(1-7), 6-4, 7-5, 6-3 |
| 準優勝 | 10. | 2016年9月25日  | サンクトペテルブルク | ハード (室内) | アレクサンダー・ズベレフ       | 2-6, 6-3, 5-7           |
| 準優勝 | 11. | 2017年3月19日  | インディアンウェルズ | ハード        | ロジャー・フェデラー           | 4-6, 5-7                |
| 優勝   | 16. | 2017年5月22日  | ジュネーブ           | クレー        | ミーシャ・ズベレフ             | 4-6, 6-3, 6-3           |
| 準優勝 | 12. | 2017年6月11日  | 全仏オープン         | クレー        | ラファエル・ナダル             | 2-6, 3-6, 1-6           |
| 準優勝 | 13. | 2019年2月17日  | ロッテルダム         | ハード (室内) | ガエル・モンフィス             | 3-6, 6-1, 2-6           |
| 準優勝 | 14. | 2019年10月20日 | アントワープ         | ハード (室内) | アンディ・マリー               | 6-3, 4-6, 4-6           |
| 準優勝 | 15. | 2023年7月30日  | ウマグ               | クレー        | アレクセイ・ポピリン           | 7-6(7-5), 3-6, 4-6      |

### ダブルス: 7回 (3勝4敗)
| 結果   | No. | 決勝日         | 大会                 | サーフェス | パートナー                 | 対戦相手                                        | スコア                  |
| ------ | --- | -------------- | -------------------- | ---------- | -------------------------- | ----------------------------------------------- | ----------------------- |
| 準優勝 | 1.  | 2004年7月11日  | グシュタード         | クレー     | マルク・ロセ               | リーンダー・パエス ダビド・リクル               | 4-6, 2-6                |
| 準優勝 | 2.  | 2008年7月7日   | グシュタード         | クレー     | ステファン・ボーリ         | ヤロスラフ・レビンスキー フリップ・ポラーシェク | 6-3, 2-6, [9-11]        |
| 優勝   | 1.  | 2008年8月16日  | 北京五輪             | ハード     | ロジャー・フェデラー       | シーモン・アスペリン トーマス・ヨハンソン       | 6-3, 6-4, 6-7(4-7), 6-3 |
| 準優勝 | 3.  | 2009年1月11日  | チェンナイ           | ハード     | ジャン＝クロード・シェラー | エリック・バトラック ラジーブ・ラム             | 3-6, 4-6                |
| 準優勝 | 4.  | 2011年3月18日  | インディアンウェルズ | ハード     | ロジャー・フェデラー       | アレクサンドル・ドルゴポロフ グザビエ・マリス   | 4-6, 7-6(7-5), [7-10]   |
| 優勝   | 2.  | 2013年1月6日   | チェンナイ           | ハード     | ブノワ・ペール             | アンドレ・ベーゲマン マルティン・エメリッヒ     | 6-2, 6-1                |
| 優勝   | 3.  | 20023年7月23日 | グシュタード         | クレー     | ドミニク・シュトリッカー   | マルセロ・デモリナー マトヴェ・ミデルクープ     | 7-6(10-8), 6-2          |

## 4大大会優勝
- 全豪オープン：1勝（2014年）
- 全仏オープン：1勝（2015年）
- 全米オープン：1勝（2016年）

| 年     | 大会         | 対戦相手             | 試合結果           |
| ------ | ------------ | -------------------- | ------------------ |
| 2014年 | 全豪オープン | ラファエル・ナダル   | 6-3, 6-2, 3-6, 6-3 |
| 2015年 | 全仏オープン | ノバク・ジョコビッチ | 4-6, 6-4, 6-3, 6-4 |
| 2016年 | 全米オープン | ノバク・ジョコビッチ | 6-7, 6-4, 7-5, 6-3 |

## デビスカップ

### 優勝 (1)
| 年     | スイス                                                                          | ラウンド/相手                                                                                            |
| ------ | ------------------------------------------------------------------------------- | --- |
| 2014年 | ロジャー・フェデラー スタン・ワウリンカ マルコ・チウディネリ ミヒャエル・ラマー | 1R: セルビア 2-3 スイス · QF: カザフスタン 1-3 スイス · SF: スイス 3-2 イタリア · F: フランス 1-3 スイス |

## 成績

### 4大大会シングルス
略語の説明
| W | F | SF | QF | #R | RR | Q# | LQ | A | Z# | PO | G | S | B | NMS | P | NH |

W=優勝, F=準優勝, SF=ベスト4, QF=ベスト8, #R=#回戦敗退, RR=ラウンドロビン敗退, Q#=予選#回戦敗退, LQ=予選敗退, A=大会不参加, Z#=デビスカップ/BJKカップ地域ゾーン, PO=デビスカップ/BJKカッププレーオフ, G=オリンピック金メダル, S=オリンピック銀メダル, B=オリンピック銅メダル, NMS=マスターズシリーズから降格, P=開催延期, NH=開催なし.
| 大会           | 2004 | 2005 | 2006 | 2007 | 2008 | 2009 | 2010 | 2011 | 2012 | 2013 | 2014 | 2015 | 2016 | 2017 | 2018 | 2019 | 2020 | 2021 | 2022 | 2023 | 2024 | 2025 | 通算成績 |
| -------------- | ---- | ---- | ---- | ---- | ---- | ---- | ---- | ---- | ---- | ---- | ---- | ---- | ---- | ---- | ---- | ---- | ---- | ---- | ---- | ---- | ---- | ---- | -------- |
| 全豪オープン   | LQ   | LQ   | 2R   | 3R   | 2R   | 3R   | 3R   | QF   | 3R   | 4R   | W    | SF   | 4R   | SF   | 2R   | 2R   | QF   | 2R   | A    | 1R   | 1R   | 1R   | 43–18    |
| 全仏オープン   | LQ   | 3R   | 1R   | 2R   | 3R   | 3R   | 4R   | 4R   | 4R   | QF   | 1R   | W    | SF   | F    | 1R   | QF   | 3R   | A    | 1R   | 2R   | 2R   | 1R   | 46–19    |
| ウィンブルドン | A    | 1R   | 3R   | 1R   | 4R   | 4R   | 1R   | 2R   | 1R   | 1R   | QF   | QF   | 2R   | 1R   | 2R   | 2R   | NH   | A    | 1R   | 3R   | 2R   | A    | 23–18    |
| 全米オープン   | LQ   | 3R   | 3R   | 4R   | 4R   | 1R   | QF   | 2R   | 4R   | SF   | QF   | SF   | W    | A    | 3R   | QF   | A    | A    | 1R   | 3R   | 1R   |      | 46–16    |

※: 2014年全豪3回戦と2014年全米3回戦の不戦勝は通算成績に含まない

### 大会最高成績
| 大会                 | 成績 | 年               |
| -------------------- | ---- | ---------------- |
| ATPファイナルズ      | SF   | 2013, 2014, 2015 |
| インディアンウェルズ | F    | 2017             |
| マイアミ             | 4R   | 2009, 2014, 2017 |
| モンテカルロ         | W    | 2014             |
| マドリード           | F    | 2013             |
| ローマ               | F    | 2008             |
| カナダ               | SF   | 2016             |
| シンシナティ         | SF   | 2012             |
| 上海                 | QF   | 2013, 2015       |
| パリ                 | SF   | 2013, 2015       |
| オリンピック         | 2R   | 2008, 2024       |
| デビスカップ         | W    | 2014             |

### 世界ランキング
|                | 2003 | 2004 | 2005 | 2006 | 2007 | 2008 | 2009 | 2010 | 2011 | 2012 | 2013 | 2014 | 2015 | 2016 | 2017 | 2018 | 2019 | 2020 | 2021 | 2022 | 2023 | 2024 |
| -------------- | ---- | ---- | ---- | ---- | ---- | ---- | ---- | ---- | ---- | ---- | ---- | ---- | ---- | ---- | ---- | ---- | ---- | ---- | ---- | ---- | ---- | ---- |
| 最終ランキング | 169  | 162  | 55   | 30   | 36   | 13   | 21   | 21   | 17   | 17   | 8    | 4    | 4    | 4    | 9    | 66   | 16   | 18   | 82   | 148  | 50   | 161  |